# Wegweiser (Westerhäuser Straße, Quedlinburg)

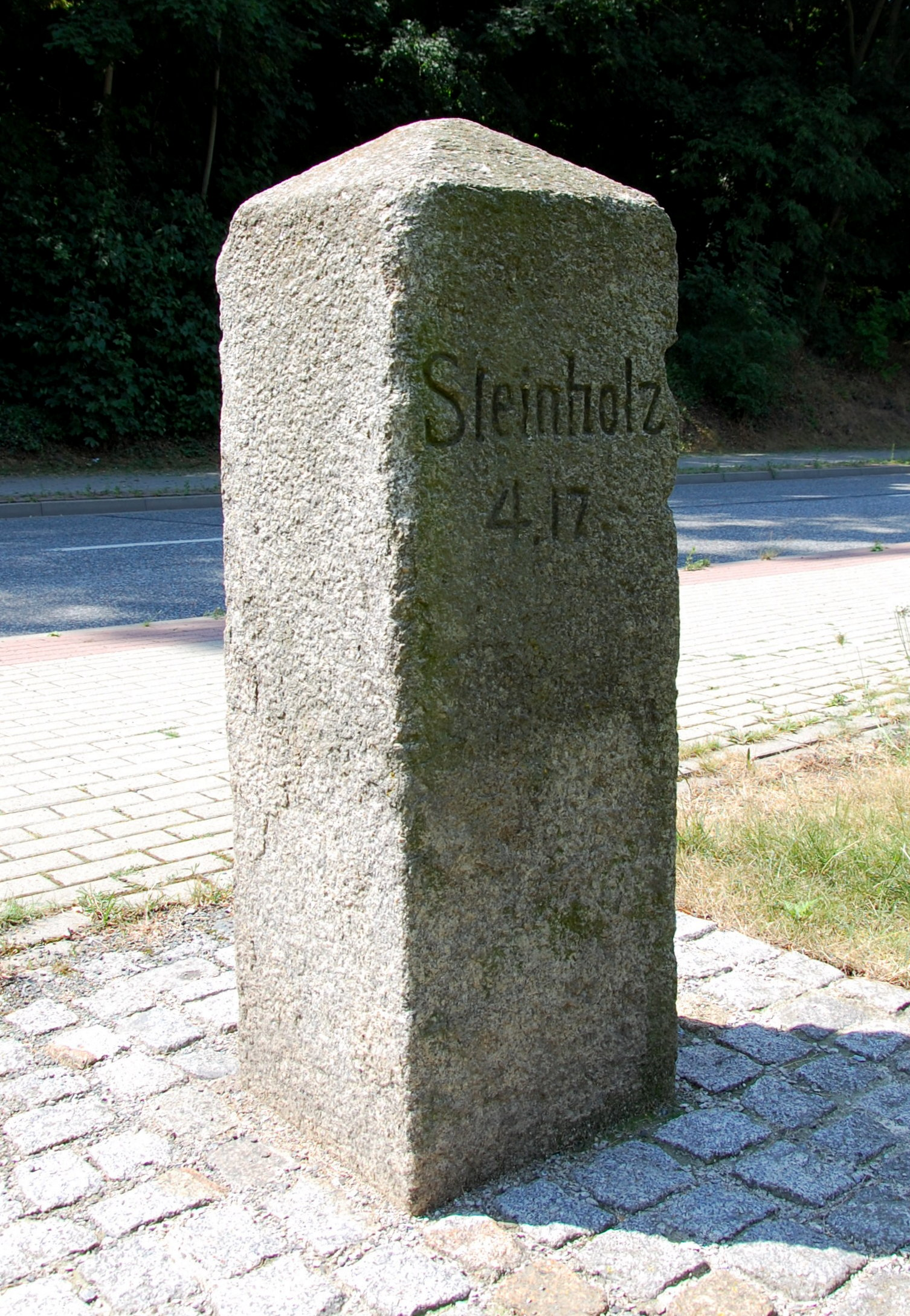
Rückseite

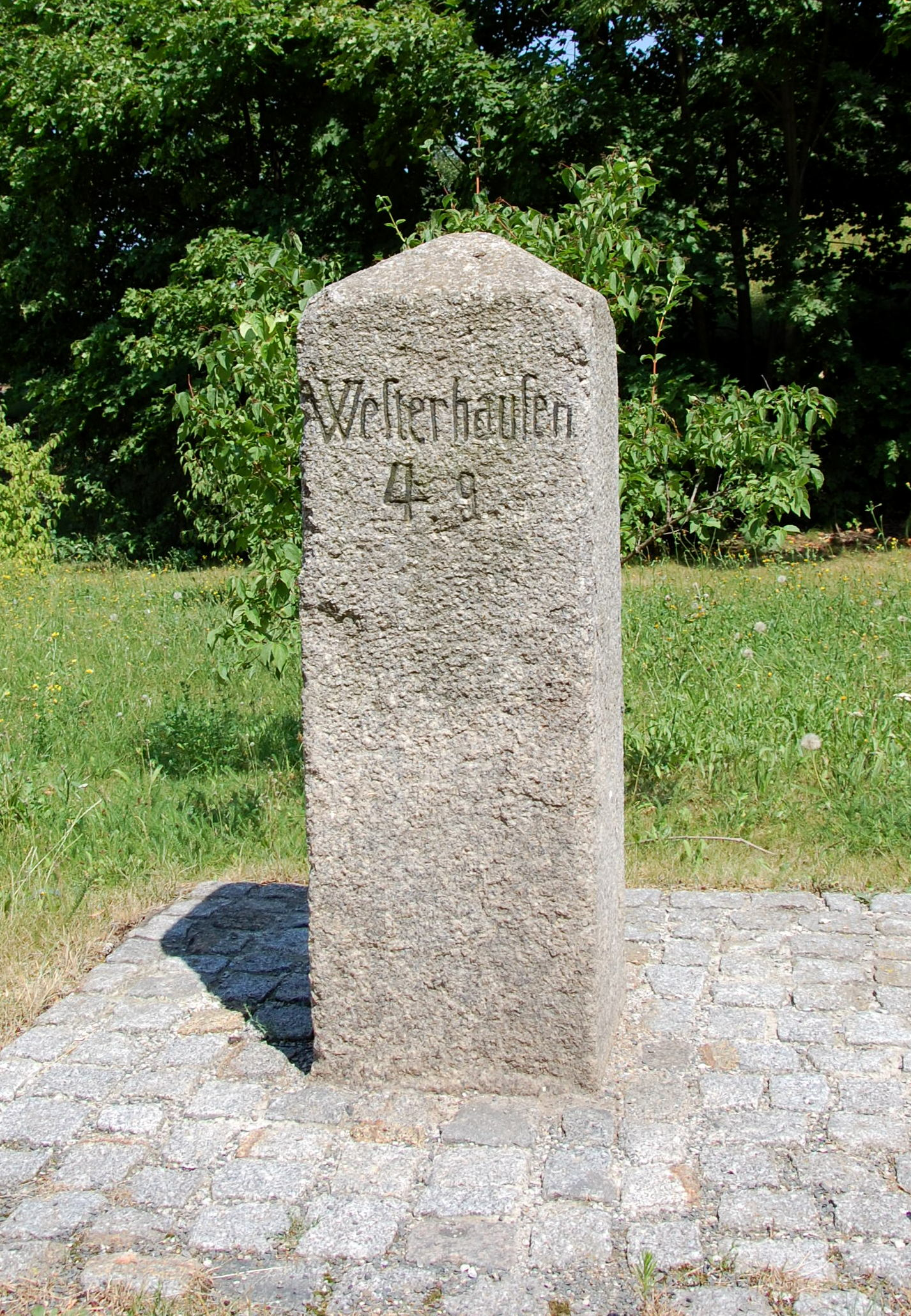
Wegweiser

Der Wegweiser in der Westerhäuser Straße in Quedlinburg in Sachsen-Anhalt ist ein denkmalgeschützter Wegweiser.

## Lage
Der im Quedlinburger Denkmalverzeichnis eingetragene Wegweiser (Erfassungsnummer 094 46430) befindet sich am nördlichen Straßenrand der Westerhäuser Straße in der Nähe der Einmündung des Kleiwegs.

## Anlage und Geschichte
Der kleine Distanzstein wurde Ende des 19. Jahrhunderts von der Stadt Quedlinburg als Orientierungshilfe errichtet. Er gibt in Kilometern auf seiner straßenzugewandten Seite die Entfernung nach Westerhausen mit 4,9 und auf der Rückseite zum Steinholz mit 4,17 an.
Ende des 20. Jahrhunderts hatte sich der Stein nach Westen geneigt und wurde dann neu gesetzt.